# اورلووات
اورلووات (به صربی: Orlovat) یک منطقهٔ مسکونی در صربستان است که در زرنجانین واقع شده‌است. اورلووات ۱٬۷۸۹ نفر جمعیت دارد و ۶۸ متر بالاتر از سطح دریا واقع شده‌است.